# Giorgio Listuzzi
Giorgio Listuzzi (Trieste, 20 gennaio 1934 – Palmanova, 8 gennaio 2020) è stato un attore italiano.

## Biografia
Da giovanissimo giocava a calcio in serie C nella squadra triestina Ponziana, quando, dopo un infortunio alla clavicola, dovette lasciare l'attività agonistica.
Di umili origini, era figlio di uno scaricatore di porto e abitava a Trieste nel rione popolare di San Giacomo.
Fu scoperto e avvicinato da un reclutatore mentre pensava di emigrare in Australia e si trovava in fila all'Ufficio del lavoro di Trieste; fu così scelto da Vittorio De Sica per interpretare Natale Pilon nel film Il tetto. La scelta di un attore non professionista provocò polemiche.
È stato fidanzato con la cestista Nidia Pausich.

## Filmografia
- Il tetto, regia di Vittorio De Sica (1955)
- Le notti bianche, regia di Luchino Visconti (1957)
- Medico senza coscienza, regia di Falk Harnack (1959)